# Roger Brown (psychologue)
Pour les articles homonymes, voir Roger Brown et Brown.
Roger William Brown, né le 14 avril 1925 à Détroit et mort le 11 décembre 1997 à Cambridge, est un psychologue et professeur d'université américain. Il est connu pour ses travaux en psychologie sociale et s'intéresse au développement du langage chez les enfants. Il a enseigné à l'université Harvard et au Massachusetts Institute of Technology (MIT). 

## Formation et carrière universitaire
Né à Détroit, il commence ses études universitaires à l'université du Michigan, mais les interrompt, dès la première année, à cause de la Seconde Guerre mondiale. Il suit une formation d'aspirant à l'université Columbia, au terme de laquelle il sert comme enseigne de vaisseau dans la marine américaine. Lorsqu'il est démobilisé, il bénéficie d'une aide financière de l'armée qui lui permet de reprendre ses études à l'université du Michigan. Il y obtient une licence de psychologie en 1948, puis son doctorat en 1952. Il est ensuite recruté par l'université Harvard comme chargé de cours, puis comme professeur assistant de psychologie. En 1957, il prend un poste de professeur associé au MIT, puis de professeur de psychologie (1960). En 1962, il revient à Harvard en tant que professeur, il dirige le département des Relations sociales (1967-1970). En 1974, il est nommé à la chaire John Lindsley Professor of Psychology in Memory of William James. Il prend sa retraite en 1994.

## Travaux de recherche et publications
Son enseignement et ses recherches sont dans le champ de la psychologie sociale. Il s'intéresse notamment à la relation entre le langage et la pensée, et au développement du langage chez l'enfant. Son livre Words and Things: An Introduction to Language (1957) examine les interactions de la pensée et du langage. Il est l'auteur de Social Psychology (1965, republié en 1986) et écrit un manuel d'introduction à la psychologie, avec Richard Herrnstein. Il est le premier à proposer, en 1977, l'idée de « flashbulb memory » ou souvenirs flashes, une hypothèse sur la façon dont fonctionne de la mémoire lors d'événements traumatiques.
Une enquête de la Review of General Psychology de 2002, concernant les 100 psychologues les plus éminents du XXe siècle le classe à la 34e place.

## Distinctions
- 1966 : bourse Guggenheim
- 1963 : Académie américaine des arts et des sciences
- 1972 : Académie nationale des sciences[7].
- 1971 : Distinguished Scientific Achievement Award, Association américaine de psychologie
- 1973, G. Stanley Hall Prize in Developmental Psychology, Association américaine de psychologie
- 1984 : Fyssen International Prize in Cognitive Science

## Publications (sélection)

### Ouvrages
- Social Psychology, Collier Macmillan, 1965  (ISBN 0-02-978430-1)
- Words and Things: An Introduction to Language, Glencoe, IL: The Free Press, 1958  (ISBN 0-02-904810-9)
- (Collaboration) Psycholinguistics: Selected Papers, New York: Free Press.  (ISBN 0-02-904750-1)
- The Acquisition of Language, avec U. Bellugi, University of Chicago Press, 1971  (ISBN 0-226-76757-4)
- A First Language: The Early Stages, Harvard University Press, 1973  (ISBN 0-674-30326-1)
- Psychology, avec Herrnstein & Little, 1977,  (ISBN 0-316-11204-6)
- Against my better judgment: An intimate memoir of an eminent gay psychologist, New York: Harrington Park Press, 1996,  (ISBN 978-0-7890-0087-3)

### Articles de revues et chapitres de livres
- A study in language and cognition, avec E. Lenneberg, Journal of Abnormal and Social Psychology, 1954, 49:454-462.
- Expectancy and the perception of syllables, avec D.C. Hildum, Language, 1956, 32:411-419.
- Linguistic determinism and the part of speech, Journal of Abnormal and Social Psychology 55:1-5, 1957, rééd. in R. Brown et al., Psycholinguistics: Selected Papers. New York: Free Press, 1970, p. 16–27.
- How shall a thing be called? Psychological Review, 1958, 65:14-21, rééd. in R. Brown et al., Psycholinguistics: Selected Papers, NewYork: Free Press, 1970, p. 3–15.
- The pronouns of power and solidarity, avec A. Gilman, in T. Sebeok (éd.), Aspects of Style in Language, Cambridge MA: MIT Press, 1960 ; rééd. in R. Brown, Psycholinguistics: Selected Papers, NewYork: Free Press, 1970, p. 302–335.
- Word association and the acquisition of grammar, avec J. Berko, Child Development 31: 1-14, 1960.
- The “tip of the tongue” phenomenon, avec D. McNeill, Journal of Verbal Learning and Verbal Behavior 5, 325-337, 1966 ; rééd. in R. Brown et al., Psycholinguistics: Selected Papers, New York: Free Press, 1970, p. 274–301.
- The child’s grammar from I to III, avec C. Cazden & U. Bellugi, in J. P. Hill (éd), Minneapolis Symposium on Child Psychology (vol. 2) Minneapolis: University of Minnesota Press, 1968 ; rééd. in R. Brown et al., Psycholinguistics: Selected Papers, New York: Free Press, 1970, p. 100–154.
- Derivational compolexity and order of acquisition in child speech, avec C. Hanlon, in JR Hayes (éd.) Cognition and the Development of Language, New York: Wiley, 1970, p.11–53.
- The first sentences of child and chimpanzee, in R. Brown et al. (1970) Psycholinguistics: Selected Papers, New York: Free Press, p. 208–231.
- Flashbulb memories, avec J. Kulik, Cognition 5:73-99, 1977.
- Music and language. In Music Educators National Conference, Report of the Ann Arbor Symposium on the Applications of Psychology to the Teaching and Learning of Music, 1981, p.233-264.
- The psychological causality implicit in language, avec D. Fish, Cognition, 14:237-273, 1983.
- Control of grammar in imitation, comprehension, and production, avec C. Fraser & U. Bellugi, Journal of Verbal Learning and Verbal Behavior, 2, 121-135, 1963.